# Mike Simpson
Michael Keith "Mike" Simpson, född 8 september 1950 i Burley, Idaho, är en amerikansk republikansk politiker. Han representerar delstaten Idahos andra distrikt i USA:s representanthus sedan 1999.
Simpson utexaminerades 1972 från Utah State University. Han avlade sedan 1978 sin tandläkarexamen vid Washington University in St. Louis. Han var ledamot av Idaho House of Representatives, underhuset i delstatens lagstiftande församling, 1984-1998, de fem sista åren talman.
Kongressledamoten Mike Crapo bestämde sig för att kandidera till USA:s senat i kongressvalet 1998. Simpson efterträdde Crapo i representanthuset i januari 1999.
Simpson är en konservativ republikan. Han är abortmotståndare och förespråkar rätten att bära vapen. Han är medlem av Jesu Kristi Kyrka av Sista Dagars Heliga.